# Jardiner de capell marró
El jardiner de capell marró (Ailuroedus geislerorum) és un ocell de la família dels ptilonorínquids (Ptilonorhynchidae).

## Hàbitat i distribució
Habita els boscos de les terres baixes septentrionals i orientals de Nova Guinea.

## Taxonomia
Considerat coespecífic d'Ailuroedus buccoides, ha estat ubicat a la seua pròpia espècie arran la revisió d'Irestedt et al. (2015).